# Gilbert Noël
Gilbert Noël (26 de setembro de 1926 - 17 de março de 1999) foi um político francês.
Gilbert Noël nasceu em Paris em 26 de setembro de 1926. Formou-se como veterinário e trabalhou como inspetor em matadouros. Ele serviu como prefeito de Saint-Maur-des-Fossés de 1959 até à sua derrota em 1977 para Jean-Louis Beaumont. Noël obteve um lugar na Assembleia Nacional representando Paris de 9 de fevereiro de 1966 a 2 de abril de 1967, e Val-de-Marne de 8 de maio de 1967 a 30 de maio de 1968. Enquanto representava Paris, ele era filiado à União para a Nova República. Após a sua dissolução e assumindo a cadeira de Val-de-Marne, Noël mudou para a União dos Democratas pela República. Ele era Cavaleiro da Ordre national du Mérite. Noël morreu em casa em Saint-Maur-des-Fossés em 17 de março de 1999.